# Валя-Пресней
Валя-Пресней (рум. Valea Presnei) — село у повіті Келераш в Румунії. Входить до складу комуни Гурбенешть.
Село розташоване на відстані 50 км на схід від Бухареста, 51 км на захід від Келераші.

## Населення
За даними перепису населення 2002 року у селі проживали 322 особи, усі — румуни. Усі жителі села рідною мовою назвали румунську.